# Гинзбург, Анна Самойловна
Анна Самойловна Гинзбург (1915—1993) — советский и российский учёный в области эмбриологии и биологии развития, доктор биологических наук, профессор. Лауреат Премии АН СССР имени А. О. Ковалевского (1970).

## Биография
Родилась 23 ноября 1915 года в Москве.
С 1935 по 1940 год обучалась на биолого-почвенном факультете Московского государственного университета, по окончании которого с отличием получила специализацию зоолога-эмбриолога.
С 1951 по 1955 год обучалась в аспирантуре этого университета по кафедре экспериментальной эмбриологии.
В 1955 году подписала «Письмо трёхсот», ставшее причиной отставки Т. Д. Лысенко с поста президента ВАСХНИЛ.
С 1940 по 1993 год на научно-исследовательской работе в Институте цитологии, гистологии и эмбриологии АН СССР (с 1948 года — Институт морфологии животных имени А. Н. Северцова АН СССР, с 1967 года — Институт биологии развития имени Н. К. Кольцова АН СССР, с 1991 года — РАН) в качестве лаборанта Лаборатории эмбриологии под руководством Д. П. Филатова, младшего научного сотрудника, старшего научного сотрудника и заведующего Лаборатории экспериментальной эмбриологии.

### Научно-педагогическая деятельность и вклад в науку
Основная научно-педагогическая деятельность А. С. Гинзбург была связана с вопросами в области экспериментальной эмбриологии и биологии развития, занималась исследованиями в области биотехники разведения осетровых рыб, проблем оплодотворения у амфибий и рыб и механики развития органов их чувств, занималась цитологическим, экспериментально-эмбриологическим и электронно-микроскопическим изучением строения гамет. А. С. Гинзбург являлась участницей Международного симпозиуме по эволюции онтогенеза (1987), где выступала в качестве докладчика. С 1970 года являлась заместителем главного редактора журнала «Онтогенез».
В 1955 году защитила кандидатскую диссертацию, в 1967 году — докторскую диссертацию на соискание учёной степени доктор биологических наук по теме: «Оплодотворение у рыб и проблема полиспермии». В 1981 году приказом ВАК СССР ей было присвоено учёное звание профессор. А. С. Гинзбург было написано более девяносто научных трудов и монографий, в том числе «Оплодотворение у рыб и проблема полиспермии» (1968, в 1972 году была переведена на английский язык).
В 1993 году вышла книга «Sturgeon Fishes. Developmental Biology and Aquaculture» («Осетровые рыбы: Биология развития и аквакультура») созданная А. С. Гинзбург совместно с Т. А. Детлаф и О. И. Шмальгаузен, выпущенная в издательстве Springer-Verlag. А. С. Гинзбург печаталась в международном научном биологическом журнале «Wilhelm Roux’s Archives of Developmental Biology».

## Основные труды
- Зародышевое развитие осетровых рыб (севрюги, осетра и белуги) в связи с вопросами их разведения. М.: Изд-во АН СССР, 1954.
- Развитие зародышей осетровых рыб / А. С. Гинзбург, Т. А. Детлаф. — Москва : Изд-во Акад. Наук СССР, 1955. — 88 с.
- Оплодотворение у рыб и проблема полиспермии : в 2-х т. — Москва, 1967. — 810 с.
- Оплодотворение у рыб и проблема полиспермии / АН СССР. Ин-т биологии развития. — Москва : Наука, 1968. — 358 с.
- Развитие осетровых рыб: Созревание яиц, оплодотворение и эмбриогенез / А. С. Гинзбург, Т. А. Детлаф; АН СССР. Ин-т биологии развития. — Москва : Наука, 1969. — 134 с.
- Отчет о командировке в Италию / АН СССР. ВИНИТИ. — Москва: 1975. — 11 с.
- Закономерности оплодотворения у животных / А. С. Гинзбург, д-р биол. наук. — Москва : Знание, 1977. — 64 с
- Развитие осетровых рыб: созревание, оплодотворение, развитие зародышей и предличинок. М.: Наука, 1986. — 334 с[4]

### Публикации
- Видовые различия в детерминации лабиринта и других эктодермальных органов у некоторых Urodela / Доклады АН СССР // 1946. — Т. 54. — № 3. — С. 561—564.
- Возрастные изменения эктодермы слуховой области у лягушек / Доклады АН СССР. 1950 а. — Т. 72. — № 6. — С. 1195—1198.
- Видовые особенности начальных стадий развития лабиринта у амфибий // Доклады АН СССР. 1950 б. — Т. 73. — № 1. — С. 229—232.
- Акросомная реакция у осетровых рыб и роль ионов кальция в соединении гамет / Доклады АН СССР // 1983. — Т. 153. — С. 1461—1464.
- Animal Species for Developmental Studies: Vertebrates. In: T. A. Dettlaff, S. G. Vassetzky (Eds.), The Russian Sturgeon Acipenser Guldenstadti. Part I. Gametes And Early Development Up To Time Of Hatching(pp. 15–65). Boston, MA: Springer US. 1991.
- Sturgeon fishes. Developmental biology and aquaculture. Springer-Verlag, Berlin, Germany, 300 pp. 1993.[2]

## Награды, звания, премии
- Медаль «За трудовую доблесть» (19.09.1953)[5]
- Премия АН СССР имени А. О. Ковалевского (1970 — за монографию «Оплодотворение у рыб и проблема полиспермии» издание 1968 года)[6]